# Frank Mulder
Frank Mulder (Voorburg, 5 augustus 1946) is een Nederlands roeier. Hij nam eenmaal deel aan de Olympische Spelen, maar won bij die gelegenheid geen medailles.
In 1972 maakt hij zijn olympisch debuut op de Spelen van München. Via 6.13,03 in de eerste ronde en 6.31,70 in de halve finale moesten ze met een plek in de kleine finale genoegen nemen. Daar finishte ze derde in 6.23,55 en eindigden zodoende negende overall.
In zijn actieve tijd was hij aangesloten bij de Groningse studentenroeivereniging Aegir. Hij studeerde tandheelkunde en werd later tandarts.

## Palmares

### roeien (acht met stuurman)
- 1972: 3e B-finale OS - 6.23,55

Henk Rouwé · 
Jannes Munneke · 
Frank Mulder · 
Hans Huisinga · 
Jan van der Vliet · 
Herman Eggink · 
Bram Tuinzing · 
Pieter Hendrik Offens · 
Rutger Stuffken (stuurman)